# Émile Bravo

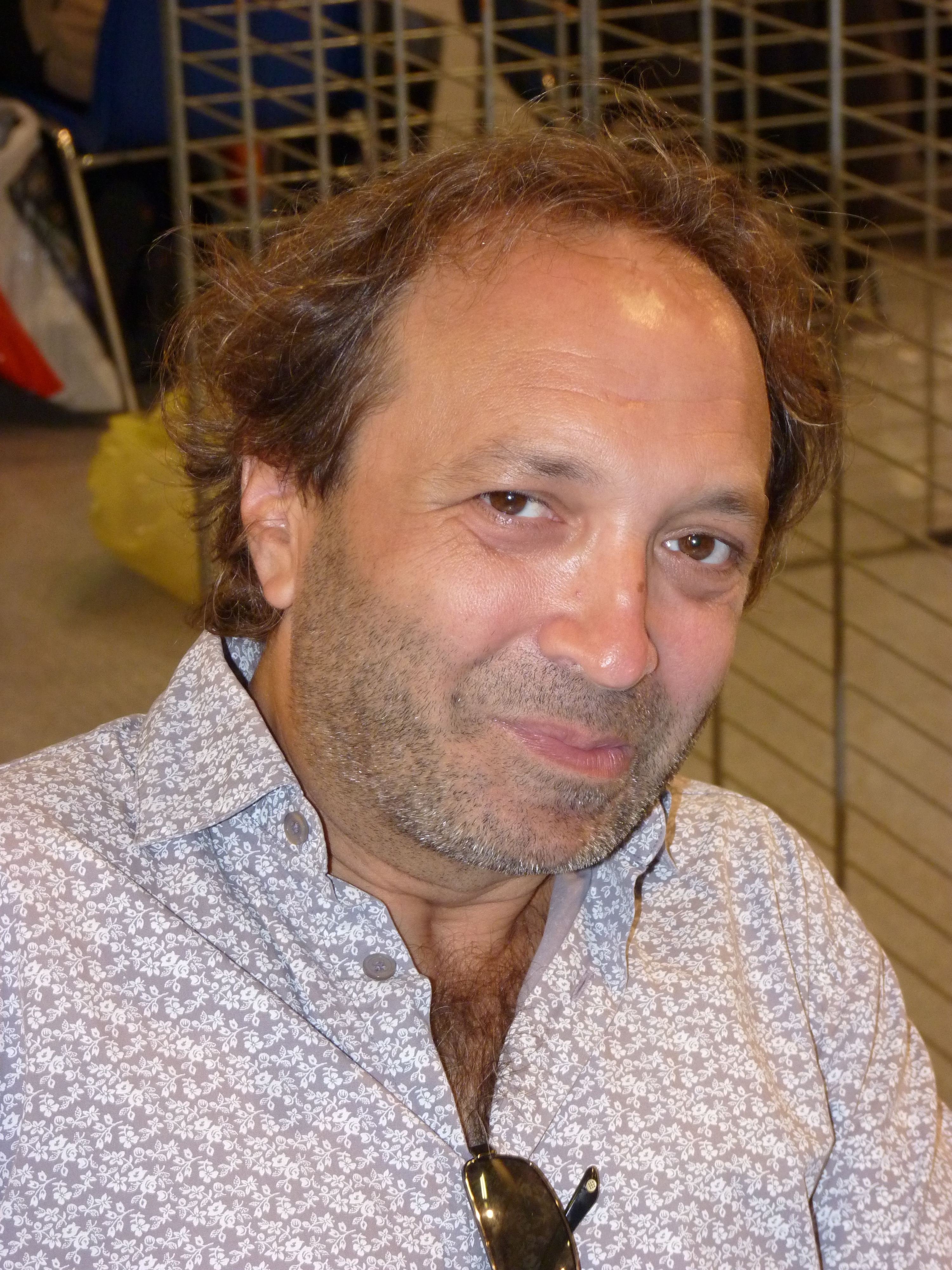
Émile Bravo (2012)

Émile Bravo (* 18. September 1964 in Paris) ist ein französischer Comiczeichner, Autor und Illustrator. Es ist ihm besonders wichtig, mit seinen Werken auch Kinder anzusprechen, und er hält es für falsch, wenn nur Comics für Erwachsene als niveau- und anspruchsvoll gelten.

## Leben
Bravo ist Sohn spanischer Exilanten. Sein Vater musste vor Franco fliehen und lernte in Frankreich die Mutter kennen. Als Kind war er begeisterter Leser des frankobelgischen Comic-Kanon mit Werken von Goscinny, Hergé, Peyo und Morris, als Jugendlicher von Hugo Pratt, allen voran dessen Corto Maltese. Später wurden auch Yves Chaland, der Szenarist Yann und Franquin wichtige Vorbilder.
Stilprägend wirkte sich neben Hergé aber vor allem die Zusammenarbeit mit Joann Sfar und Christophe Blain auf ihn aus. 1992 trat er in Paris dem Atelier Nawak (44 rue de Quincampoix) bei, in dem beide arbeiteten. Hier lernte er auch die L’Association-Künstler Jean-Christophe Menu, Lewis Trondheim und David B. kennen. Seine ersten beiden veröffentlichten Comicbände hat er zu dem Zeitpunkt bereits veröffentlicht: Fighters und Ivoire, letzterer immerhin in der Reihe Atomium ’58 erschienen, allerdings nicht auf Deutsch. Sie blieben auch in Frankreich und Belgien noch weitgehend unbemerkt. Im Atelier Nawak begann er sein erstes längeres Projekt: Die dreibändige Miniserie Les véritables aventures d’Aleksis Strogonov setzt 1919 in Osteuropa ein in den Wirren der bolschewistischen Revolution und führt den heimatlosen Helden in haarsträubenden, oft schwarzhumorigen Abenteuern über Berlin bis auf den Balkan. Stilistisch zeigt sich Bravo dabei vor allem anfangs noch deutlich beeinflusst von der Neuen klaren Linie à la Chaland.
Allgemein schätzt Bravo die gemeinsame Arbeit in einem Studio mit Freunden. Nach der Zeit im Atelier Nawak gehört er zum Atelier des Vosges (an der Place des Vosges im Pariser Marais-Viertel gelegen), aktuell, gemeinsam etwa mit Nine Antico, zum Studio La Piscine („Das Schwimmbecken“).
In seinen Anfängen als Zeichner bestritt er seinen Lebensunterhalt zu einem guten Teil durch Auftragsillustrationen. Er bevorzugt es aber, in Comics eigene Universen zu schaffen, mittlerweile ist dies auch wirtschaftlich interessant. Bisweilen ist er aber nach wie vor als Illustrator für französische Kinder- und Jugendzeitschriften sowie Zeichner und Autor von Kinderbüchern tätig. Mit seiner ersten selbstverfassten Serie, Pauls fantastische Abenteuer (frz. Une épatante aventure de Jules; Neuauflage bei Reprodukt unter dem Titel Julius’ fantastische Abenteuer), gewann er 2002 den Prix René Goscinny. Der weltraumfahrende Jules ist ein Kind, entsprechend sollen mit diesem Comic bewusst jugendliche Leser angesprochen werden. Seine Reihe um Die Sieben Zwergbären vermengt zahlreiche Sagen und Märchen. Laut Volker Hamann ist ihr absurder Witz ein wenig mit Shrek (dem Film von 2001) vergleichbar, „aber ungleich stiller und freundlicher.“

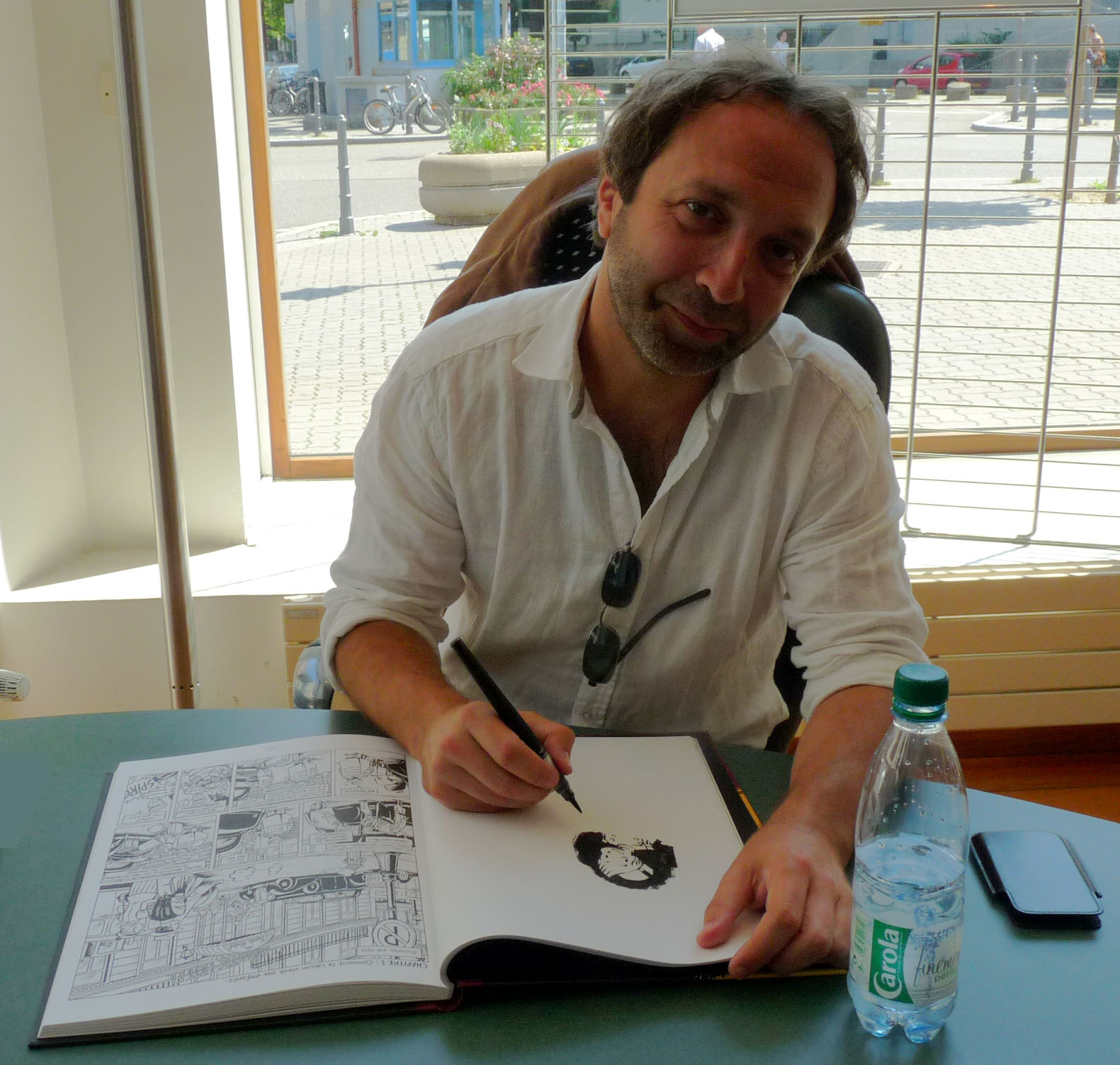
Bravo (2009)

Als endgültiger Durchbruch in seiner Karriere kann Meine Mutter ist in Amerika und hat Buffalo Bill getroffen gelten. Der graphische Roman für Kinder erlangte zahlreiche Preise, darunter einen 2008 in Angoulême sowie den Deutschen Jugendliteraturpreis 2010 in der Kategorie Kinderbuch. Infolgedessen konnte er auch einen „Spezial-Band“ zu Spirou und Fantasio umsetzen: Porträt eines Helden als junger Tor, koloriert wie schon beim zweiten bis fünften Band von Jules von La-Piscine-Kollegin Delphine Chédru. Daraus entwickelte sich im Anschluss der umfangreiche Mehrteiler Spirou ou l’espoir malgré tout (dt. Spirou oder: die Hoffnung) von insgesamt ca. 330 Seiten, woran Bravo zehn Jahre arbeitete. Geschildert werden darin Entwicklung und Reife des anfänglichen „jungen Tors“ Spirou während der deutschen Besatzung Belgiens im Zweiten Weltkrieg, bis die Geschichte in einem Epilog überleitet zu den klassischen Spirou-Comics von André Franquin.

## Werke

### Als Comiczeichner
- mit Jacques Sorg: Fighters, 1988
- mit Jean Regnaud: Ivoire, 1990
- mit Jean Regnaud: Ma maman est en Amérique, elle a rencontré Buffalo Bill, 2007
  - deutsch: Meine Mutter ist in Amerika und hat Buffalo Bill getroffen, Übersetzung: Kai Wilksen, Carlsen Verlag, Hamburg 2009 ISBN 978-3-551-77790-4
- Une aventure de Spirou et Fantasio: Le Journal d’un ingénu, 2008
  - deutsch: Spirou und Fantasio Spezial: Porträt eines Helden als junger Tor, Übersetzung: Martin Budde, Carlsen Verlag, Hamburg 2009 ISBN 978-3-551-77696-9
- Spirou ou l'espoir malgré tout:
  1. Première partie: Un mauvais départ. Dupuis, Juli 2018 [86 p.]
 Text und Zeichnungen: Émile Bravo - Kolorierung: Fanny Benoît - (ISBN 978-2-8001-6098-6)
    - deutsch: Spirou oder: die Hoffnung Teil 1, Schlechter Start in neue Zeiten; Übersetzung Ulrich Pröfrock, Carlsen, Hamburg 2018 (ISBN 978-3-551-77656-3)

  2. Deuxième partie: Un peu plus loin vers l’horreur, Dupuis, Oktober 2019 [88 p.]
 Text und Zeichnungen: Émile Bravo - Kolorierung: Fanny Benoît - (ISBN 979-10-347-3162-6)
    - deutsch: Spirou oder: die Hoffnung Teil 2, Weiter auf dem Weg des Grauens; Übersetzung Ulrich Pröfrock, Carlsen, Hamburg 2019 (ISBN 978-3-551-77638-9)

  3. Troisième partie: Un départ vers la fin. Dupuis, Oktober 2021 [112 p.]
 Text und Zeichnungen: Émile Bravo - Kolorierung: Fanny Benoît - (ISBN 979-10-347-3163-3)
    - deutsch: Spirou oder: die Hoffnung Teil 3, Dem Ende entgegen; Übersetzung Ulrich Pröfrock, Carlsen, Hamburg 2021 (ISBN 978-3-551-77640-2)

  4. Quatrième partie: Une fin et un nouveau départ. Dupuis, Mai 2022 [41 p.]
 Text und Zeichnungen: Émile Bravo - Kolorierung: Fanny Benoît - (ISBN 979-10-347-3164-0)
    - deutsch: Spirou oder: die Hoffnung Teil 4, Ein Ende und ein Neuanfang; Übersetzung Ulrich Pröfrock, Carlsen, Hamburg 2022 (ISBN 978-3-551-78047-8)

Werke der Reihe Aleksis Strogonov (mit Jean Regnaud)
1. Bielo, 1993; deutsch Belarus (ab Teil 2) im ZACK-Magazin 12/2022 – 3/2023
2. Kino, 1995; deutsch im ZACK-Magazin 3 – 5, 7 – 8/2024
3. Tarmo, 1998

Werke der Reihe Pauls fantastische Abenteuer (frz. Une épatante aventure de Jules, kurz Jules)
1. Sprung in die Zukunft (L’imparfait du futur), 1999; 2014
2. Unverschämt viele Klone (La réplique inattendue), 2001; 2014
3. Beinah begraben (Presque enterrés), 2002; 2014
4. Plötzlicher Abgang (Un départ précipité), 2003; 2015
5. Vater gesucht (La question du père), 2006; 2015
6. Kometenalarm (Un plan sur la comète), 2011; 2016

Das erste Datum gibt die französische Ersterscheinung an, das zweite Datum die deutsche Erstveröffentlichung im Carlsen Verlag.
Gesammelte Kurzgeschichten
- Le Jardin d'Émile Bravo, 2014
  - deutsch: Der vergessene Garten von Émile Bravo, Übersetzung: Ulrich Pröfrock, Reprodukt, Berlin 2014, (ISBN 978-3-95640-005-6)

### Als Illustrator von Kinderbüchern
- C’était la Guerre Mondiale, 2003
- Der kluge Fischer, Hanser, München 2014. Bilderbuch nach Heinrich Böll: Anekdote zur Senkung der Arbeitsmoral

Werke der Reihe Boucle d’or et les sept ours nains (dt. Die sieben Zwergbären)
1. Boucle d’or et les sept ours nains, 2004
2. La faim des sept ours nains, 2005
3. La belle aux ours nains, 2009
4. Mais qui veut la peau des ours nains?, 2012
  1. deutsch: Das tapfere Prinzlein und die sieben Zwergbären. Carlsen Verlag, Hamburg 2011, ISBN 978-3-551-72881-4; Max-und-Moritz-Preis 2012 als „Bester Comic für Kinder“
  2. deutsch: Die sieben Zwergbären und der grosse Hunger. Carlsen Verlag, Hamburg 2012, ISBN 978-3-551-72882-1
  3. deutsch: Die Schöne und die sieben Zwergbären. Carlsen Verlag, Hamburg 2012, ISBN 978-3-551-72883-8